# أيزنهايم المخادع
ايزنهايم المخادع (بالإنجليزية: Eisenheim the Illusionist)‏ هي قصة قصيرة من الأدب الأمريكي ألفها ستيفن ميلهاوزر Steven Millhauser تروي قصة شاب ولد عام 1895 في عاصمة سلوفاكيا( براتيسلافا ) و عمل في السحر و كان يقوم بتقديم العروض في المسارح و قد تم تحويل القصة إلى فيلم سينمائي عام 2006.ويقوم باستدعاء الأرواح.